# EVERGLOW LAND
《EVERGLOW LAND》（韓語：에버글로우 LAND）是以韓國乐华娛樂公司旗下的女子團體EVERGLOW為主角所拍攝的真人實境秀綜藝節目。2019年8月13日於韓國Mnet頻道首播。

## 播出時間
以下時間以當地時間為準

### 首播
| 頻道 | 所在地 | 播映日期               | 播出時間     |
| ---- | ------ | ---------------------- | ------------ |
| Mnet |        | 2019年8月13日－9月10日 | 每周二 20:00 |

## 概要
《EVERGLOW LAND》是以團體EVERGLOW為主角，團體六名成員的第一个偶像真人冒险计划，有五个主题，每个任务都在以Everglow命名的神秘冒险世界中进行。

## 節目內容
| 節目集數 | 播放日期      | 標題                   | 来源                      |
| 第一集   | 2019年8月13日 | 《Energy Park》        | EP1（页面存档备份，存于） |
| 第二集   | 2019年8月20日 | 《Variety Village》    | EP2（页面存档备份，存于） |
| 第三集   | 2019年8月27日 | 《Glow珠泡泡堂》       | EP3（页面存档备份，存于） |
| 第四集   | 2019年9月3日  | 《迷失岛屿》           | EP4（页面存档备份，存于） |
| 第五集   | 2019年9月10日 | 《我们一起的游戏工厂》 | EP5（页面存档备份，存于） |